# Saint-Sulpice (Maine-et-Loire)
Saint-Sulpice is een plaats en voormalige gemeente in het Franse departement Maine-et-Loire in de regio Pays de la Loire en telt 189 inwoners (2004). De plaats maakt deel uit van het arrondissement Angers. Op 1 januari 2016 werden de gemeenten Blaison-Gohier en Saint-Sulpice samengevoegd in de op die dag gevormde commune nouvelle Blaison-Saint-Sulpice.

## Geografie
De oppervlakte van Saint-Sulpice bedraagt 2,9 km², de bevolkingsdichtheid is 65,2 inwoners per km².
De onderstaande kaart toont de ligging van Saint-Sulpice (Maine-et-Loire) met de belangrijkste infrastructuur en aangrenzende gemeenten.

## Demografie
Onderstaande figuur toont het verloop van het inwonertal.
Blaison · Gohier · Saint-Sulpice